# Patricia Lasala
Patricia Mónica Lasala (* im 20. Jahrhundert in San Miguel) ist eine argentinische Tangosängerin.

## Leben und Wirken
Lasala debütierte 1975 mit dem Orchester von Amancio López. In Japan nahm sie mit dem Orchester Osvaldo Berlingieris auf, weitere Aufnahmen entstanden mit Armando Caló und Osvaldo Requena. Auf der LP Futuro (1982) sang sie begleitet vom Orchester Osvaldo Puglieses den Tango Estás en mi ciudad von Osvaldo Requena und Julián Centeya. 1985 wirkte sie in dem Dokumentarfilm La mujer en el tango mit. Als Solistin trat sie in den wichtigsten Tangolokalen von Buenos Aires auf: u. a. im El Viejo Almacén, Michelangelo, La Ventana, Tango Mío und Café Homero. Fernsehauftritte hatte sie in Sendungen wie Grandes Valores del Tango, Leonel Godoys La Noche con Amigos, La Botica del Tango und in jüngerer Zeit im Kabelkanal Solo Tango.
1986 trat sie in Japan in einer Show mit Osvaldo Berlingieri auf, die Aufzeichnung des Liveauftritts wurde auf CD veröffentlicht. 1987 unternahm sie eine Tournee durch Russland mit Ismael Spitalnik. Im gleichen Jahr wirkte sie in Frankreich in der Show Le Trottoirs de Buenos Aires mit und trat in den Niederlanden in der Show Gardel en Rotterdam auf. Mit Armando Caló tourte sie 1989 durch Spanien, im Folgejahr besuchte sie auch Palma de Mallorca, Ibiza und Murcia.
In Buenos Aires wurde sie 1991 für die Show Tango Mío engagiert, mit der sie in Chile und 1993 in Brasilien auftrat. Mit Miguel Ángel Zottos Show TangoX2 tourte sie 1992 durch Mexiko und Spanien. Von 1995 bis 1997 nahm sie an der Welttournee des Sexteto Maior mit der Show Tango Pasión teil. Im Jahr 2000 folgte eine Japantournee mit dem Orchester Osvaldo Requenas.